# Robert Rowand Anderson
Robert Rowand Anderson (Forres, 1834 – Edimburgo, 1921) è stato un architetto scozzese.
Fu progettista del nuovo edificio dell'Università di Edimburgo iniziato da Robert Adam e di una galleria di ritratti scozzesi.